# Peter Pan (serie animata)
Peter Pan (ピーターパンの冒険?, Pītā Pan no bōken, lett. "Le avventure di Peter Pan") è una serie televisiva anime diretta da Yoshio Kuroda e prodotta dalla Nippon Animation. Trasmessa in 41 episodi su Fuji Television dal 15 gennaio al 24 dicembre 1989, la serie è liberamente basata sull'opera teatrale di J.M. Barrie Peter Pan. Il bambino che non voleva crescere del 1904 e sul suo adattamento romanzato Peter e Wendy del 1911. Tuttavia, la seconda metà della serie narra una nuova avventura appositamente ideata per la trasposizione televisiva. L'anime fa parte del progetto World Masterpiece Theater, del quale rappresenta l'unica incursione nel genere fantasy. Il character design è ad opera di Takashi Nakamura.

## Trama
Nella Londra di inizio novecento, da qualche giorno la giovane Wendy e il suo fratello Gianni fanno il medesimo sogno: durante il sonno si vedono trasportati in una terra lontana dove vivono tante avventure con Peter Pan. Forse i sogni sono premonitori, perché una notte proprio Peter Pan in carne ed ossa entra dalla finestra della stanza dei ragazzi, ma sorpreso dal cane Nana vola via dimenticandosi la propria ombra.
La sera successiva Peter Pan ritorna a riprendersi la sua ombra e Wendy dopo alcuni tentativi riesce a riattaccargliela cucendogliela con uno spago speciale. In cambio del favore, Peter Pan insegna a volare a Wendy, Gianni e Michele, il fratello più piccolo, e li porta in volo all'Isola che non c'è.
In realtà Peter Pan ha bisogno di Wendy perché vuole che faccia da madre ai suoi piccoli amici, i "Bambini Smarriti" Trombetta, Orsetto e Pennino. Lei si cala subito nel ruolo, suscitando la gelosia di Campanellino, la fatina amica di Peter Pan, che mal sopporta la presenza della ragazzina. Gli episodi giocano quindi sui differenti caratteri dei personaggi: spensierato ed inaffidabile quello di Peter Pan, sempre pronto a divertirsi senza assumersi alcuna responsabilità, posato ed organizzato quello di Wendy nel suo ruolo di gestione della casa, dispettoso quello di Campanellino, che non ci pensa un attimo a giocare scherzi a Wendy.
Iniziano così una serie di avventure ambientate nell'isola incantata, durante le quali i ragazzi incontrano tanti nuovi amici assieme ai quali perlustreranno quei luoghi e combatteranno i pirati di Capitan Uncino, l'acerrimo nemico di Peter Pan, che vuole vendicarsi di lui per quando gli ha mozzato la mano; il capitano ha una sola paura però: il coccodrillo che gli ha mangiato la mano e che emette un ticchettio grazie a una sveglia ingoiata tempo prima. 
Inizialmente gli episodi sono autoconclusivi, ma nella seconda parte della serie Peter Pan e gli altri vivranno due lunghe avventure, una contro il Capitan Uncino che vuole diventare il re dell'Isola che non c'è e arriva a distruggere la casa-rifugio dei ragazzi, l'altra contro la perfida strega Darkness, che vuole invadere l'isola con le forze del male tentando di soggiogare sua nipote, la principessa Luna. Uncino in seguito si allea con Darkness, e poi Luna, che grazie alle manipolazioni della nonna diventa malvagia e cerca di distruggere l'Isola che non c'è, mentre Uncino prende lo scettro di Darkness per imparare a fare magie 
Alla fine di quest'ultima avventura, dopo aver sconfitto la strega e salvato Luna, Uncino e i pirati vengono finalmente uccisi dal coccodrillo durante la battaglia finale. Mentre Wendy decide che è giunto il momento di ritornare a casa con i fratelli: al ritorno a Londra scopre che forse tutte le avventure che hanno vissuto sono state il sogno di una notte. Passano gli anni e una notte Peter Pan e Campanellino ritornano nella casa di Wendy: loro non sono cambiati perché non si invecchia nell'Isola che non c'è, ma Wendy si è sposata ed è diventata madre della piccola Jane. La bambina riconosce Peter Pan, perché sua madre gliene ha parlato a lungo, e parte con lui per un'altra serie di avventure.

## Personaggi

### Principali
Peter Pan (ピーター・パン?, Pītā Pan)
Doppiato da: Noriko Hidaka (ed. giapponese), Davide Garbolino (ed. italiana)
Un ragazzo destinato a non crescere mai. Vive nell'Isola che non c'è assieme ai Bambini Smarriti e alla fatina Campanellino. Ha un carattere indipendente, spensierato e volubile. Nonostante sia il capo incontrastato, è difficile fare veramente affidamento su di lui, in quanto sembra rifuggire da qualsiasi responsabilità, anche se alla fine dimostra sempre la sua intelligenza e il suo buon cuore. Dimostra un'amicizia profonda per Wendy e accetta la sua decisione di tornare a casa alla fine della serie. Ritorna poi per accompagnare anche sua figlia, Jane, all'Isola che non c'è.  Indossa abiti arancioni e porta un berretto giallo con un rametto verde.
Wendy Moira Angela Darling (ウェンディ・モイラー・アンジェラ・ダーリング?, Wendi Moirā Anjera Dāringu)
Doppiata da: Naoko Matsui (ed. giapponese), Jasmine Laurenti (ed. italiana)
È la più grande fra gli amici che Peter si porta da Londra ed è la prima che lo segue nelle sue avventure. Viene scelta da Peter Pan perché faccia da madre ai "ragazzi smarriti" e lei calandosi nel ruolo rimane l'unica tra tutti i ragazzi a portare un po' di razionalità e organizzazione. È beneducata, dolce e gentile, anche se a volte può arrabbiarsi facilmente; sembra anche innamorata di Peter.  È la madre di Jane. Indossa un vestitino rosa e porta sempre i capelli biondi in due boccoli legati sulle tempie con dei nastri rossi.
Gianni Darling (ジョン・ジュリアン・ダーリング?, Jon Jurian Dāringu, John Julian Darling)
Doppiato da: Kyōko Hamura (ed. giapponese), Veronica Pivetti (ed. italiana)
Fratello minore di Wendy e poco più piccolo di lei. Vorrebbe sembrare coraggioso, soprattutto per mettersi in mostra con Giglio Tigrato, la ragazza indiana di cui si è innamorato, ma tra tutti i ragazzi è forse quello più fifone. Indossa delle bretelle, un cilindro color argento e un papillon, e porta sempre con sé un bastone.
Michele Darling (マイケル・ダーリング?, Maikeru Dāringu, Michael Darling)
Doppiato da: Yuriko Fuchizaki (ed. giapponese), Emanuela Pacotto (ed. italiana)
È il più piccolo dei fratelli Darling, un bambino dalla personalità innocente e obbediente. È più coraggioso di Gianni, ma soffre spesso di enuresi. Indossa una salopette verde acqua e porta sempre una pochette a tracolla.
Campanellino (ティンカー・ベル?, Tinkā Beru, Tinker Bell)
Doppiata da: Sumi Shimamoto (ed. giapponese), Giusy Di Martino (ed. italiana)
È una piccola fatina volante amica di Peter Pan dotata di " polvere di stelle volante " e molto gelosa di Wendy (e in parte anche di Luna), nonostante la ragazzina tenti in tutti i modi di esserle amica. Arriva ad aiutare Capitan Uncino a catturare la ragazza nella seconda parte della serie, ma poi accorgendosi del male che ha compiuto se ne vergogna a tal punto che decide di abbandonare i suoi amici. Quando i ragazzi decideranno di andare nella Valle delle Fatine dove si è rifugiata per riaccoglierla tra di loro, inizierà la loro ultima avventura contro la strega Darkness. La famosa scena in cui beve il veleno di Uncino e viene salvata dalla fede dei bambini è semplificata in un episodio: per salvare Peter da una trappola meccanica, si sacrifica e si fa male in una frana, ma è poi curata dagli indiani. In un altro episodio, Darkness lancia un incantesimo che fa quasi morire lei e i folletti del bosco.
Indossa un vestitino rosa fatto con petali di fiore, porta due orecchini e ha i capelli corti color fucsia.
Orsetto (カーリー?, Kārī, Curly)
Doppiato da: Yūko Mita (ed. giapponese), Lara Parmiani (ed. italiana)
Uno dei Bambini Smarriti. Indossa un cappello spinato e cade spesso dal letto mentre dorme, finendo per dormire sul pavimento. È coraggioso, ha un forte spirito combattivo e ha una personalità birichina.
Pennino (スライトリー?, Suraitorī, Slightly)
Doppiato da: Hiroko Emori (ed. giapponese), Irene Scalzo (ed. italiana)
Uno dei Bambini Smarriti. È paffuto e ha il naso schiacciato; indossa un berretto bianco con due orecchie da coniglio e un mantello dello stesso colore. Appassionato di meccanica, ha realizzato tutti i tranelli e i veicoli per la casa.
Trombetta (トートルズ?, Tōtoruzu, Tootles)
Doppiato da: Kazue Ikura (ed. giapponese), Adriana Libretti (ed. italiana)
Uno e il più alto dei Bambini Smarriti, ha una personalità timida e gentile. Inoltre, poiché commette molti errori, viene preso in giro dai suoi compagni. Tuttavia, ogni tanto, ha delle idee che si rivelano utili. Veste di blu e porta una cuffietta magenta. Nell'opera originale sono inoltre presenti altri tre Bambini Smarriti: Nibs e i due gemelli.

### Abitanti dell'Isola che non c'è
Simeone (ラスカル?, Rasukaru, Rascal)
Un procione selvatico che visita spesso la casa di Peter Pan. Intraprende un viaggio con Peter e gli altri nella Valle delle Fate, ma viene poi catturato da Darkness. Non è presente nell'opera originale, si tratta infatti di un crossover del personaggio di Rascal, dalla serie animata del 1977 Rascal, il mio amico orsetto.
Coccodrillo (時計ワニ?, Tokei wani)
Durante uno degli innumerevoli duelli tra Peter e Uncino è riuscito a mangiarsi la mano sinistra del capitano; da allora in poi continua a seguire Uncino per poter assaggiare anche il resto del suo corpo. Per aver ingoiato una sveglia carica emette un costante tic-tac ed è proprio grazie a questo rumore che il capitano si accorge sempre quando l'animale si sta avvicinando; ciò gli permette di sfuggire dalle sue grinfie. Alla fine della serie, Campanellino e Trombetta lo portano sul castello di Luna durante lo scontro finale ed uccide Uncino e i pirati mentre precipitano da un balcone. Ha due fiori sulla testa e dell'erba che gli cresce sul dorso.
Sirene (人魚達?, Ningyo-tachi)
Vivono in una laguna, sono molto dispettose e sono amiche di Peter Pan. Sentendo parlare di un piano di Campanellino, trascinano Wendy nella loro laguna e cercano di annegarla.
Giglio Tigrato (タイガー・リリー?, Taigā Rirī, Tiger Lily)
Doppiata da: Maria Kawamura (ed. giapponese), Debora Magnaghi (ed. italiana)
Ragazzina indiana molto indipendente e coraggiosa, della quale Gianni si innamora. Attenta spesso alla vita di Capitan Uncino, credendo nella leggenda della sua tribù secondo cui una bambina di 3 anni a cui è stata calpestata l'ombra nella notte di luna piena del 3 marzo non può essere felice a meno che non uccida la persona che l'ha calpestata. Protagonista di tante avventure con i ragazzi nella prima parte dell'anime, praticamente scompare dalla storia quando Peter Pan e i suoi amici partono in perlustrazione dell'isola con la loro nuova casa-nave, venendo sostituita da Luna che le somiglia molto.
Capo Piccaninny (ピカニニ族族長?, Pikanini-zoku zokuchō)
Doppiato da: Banjō Ginga (ed. giapponese), Antonio Paiola (ed. italiana)
Il padre di Giglio Tigrato e capo della tribù dei Piccaninny. Ha sempre un'espressione ostile, ed è temuto dagli abitanti dell'isola a causa delle voci secondo cui mangerebbe i visitatori del villaggio. In realtà è bonario ed è un vecchio amico di Peter Pan, che molto tempo fa lo ha ingannato.
Luna (ルナ?, Runa)
Doppiata da: Maria Kawamura (ed. giapponese), Marina Massironi (ed. italiana)
Una principessa straordinariamente somigliante a Giglio Tigrato, nipote della strega Darkness. Inizialmente la contrasta nei suoi piani di distruzione aiutata da Peter Pan e dai suoi amici, ma alla fine la sua volontà viene soggiogata dalla nonna e alla sua morte ne prende il posto riuscendo quasi a completare l'opera della vecchia strega. Wendy riuscirà però a far sì che la parte buona che ancora è in Luna prenda il sopravvento su quella cattiva salvando di fatto l'isola. Il suo personaggio è tra quelli più centrali a non essere presente nell'opera originale, essendo stato inventato appositamente per l'adattamento televisivo.
Ton Tiote (トン・チホーテ?, Ton Chihōte, Ton Chixote)
Doppiato da: Isamu Tanonaka (ed. giapponese)
Un anziano signore che dichiara di fare il cavaliere da 30 anni e si vanta di avere sconfitto Capitan Uncino. Nonostante quest'ultima sia chiaramente una bugia, riesce comunque ad insegnare a Gianni a combattere e ad essere più coraggioso. Non è presente nell'opera originale ed è un evidente parodia di Don Chisciotte.
Lucilla (プシケ?, Pushike, Psiche)
Doppiata da: Chie Koujiro (ed. giapponese)
Una piccola fatina che chiama Peter Pan "mamma". A differenza di Campanellino appartiene alle Flora, una tipologia di fate che si spostano in gruppo per poter bere l'estratto dei fiori del nord. Dopo che sua madre è stata rapita da Darkness non riesce più a volare; ed è perciò destinata ad essere lasciata indietro dalle proprie compagne e quindi a morire. Riesce a riprendere a volare grazie alle lezioni di volo di Peter Pan. Non è presente nell'opera originale.
Capo delle Flora (フローラのリーダー?, Furōra no rīdā)
Doppiata da: Michie Tomizawa (ed. giapponese)
È la fata a capo delle Flora ed è l'unica a rimanere ad attendere Lucilla prima della migrazione verso nord. Non è presente nell'opera originale.
Uccello della memoria (メモリーバード?, Memorī bādo, Memory bird)
Doppiato da: Mahito Tsujimura (ed. giapponese)
Un vecchio uccello parlante che vive sulla testa del gigante della pioggia. Conosce ogni cosa sull'Isola che non c'è, e svela a Peter Pan dove si trova la Valle delle Fate dove era fuggita Campanellino. Non è presente nell'opera originale.
Gallo vapore (スチームバード?, Suchīmu bādo, Steam bird)
Un buffo uccello dalle sembianze di un treno che corre a gran velocità mentre emette fumo dal camino che ha sulla testa. Non è presente nell'opera originale.
Uccello che non c'è (ネバーバード?, Nebābādo, Neverbird)
Un uccello simile ad un pellicano. Depone un uovo ogni tre anni e si dice che chi lo mangi vivrà cento anni in più.

### Nemici
Capitan Uncino (フック船長?, Fukku senchō, Hook senchō)
Doppiato da: Chikao Ōtsuka (ed. giapponese), Pietro Ubaldi (ed. italiana)
L'antagonista, di Peter Pan, è a capo di una ciurma di pirati ed è terrorizzato da un coccodrillo che tempo prima gli aveva mangiato la mano e che ora instancabilmente continua a seguirlo per prendersi anche il resto. Il sogno del Capitano è di diventare "il re dell'Isola che non c'è" e per questo lui e la sua ciurma tentano in tutti i modi di sconfiggere Peter Pan, l'unico che riesce a contrastare i suoi piani. Nel finale si allea con la strega Darkness e in seguito con Luna, ma quando si accorge che la ragazza intende distruggere completamente l'isola, tenterà inutilmente di contrastarla. Nell'ultimo episodio, lui e i suoi pirati precipitano dal balcone del castello durante lo scontro finale e vengono uccisi dal coccodrillo.
Strega Darkness (ダークネス?, Dākunesu)
Doppiata da: Hisako Kyōda (ed. giapponese), Angela Cicorella (ed. italiana)
Utilizzando lo Specchio Nero inonda l'isola con il male, distruggendo lentamente ogni forma di vita e tentando di rubare i sogni dei bambini. È contrastata da Peter Pan e dalla nipote Luna, che rubandole la chiave dello specchio, impedisce temporaneamente alla nonna di portare a termine il suo piano. Come Luna, anche Darkness è un'invenzione della trasposizione animata.
 Spugna (スミー?, Sumī, Smee)
Doppiato da: Kenichi Ogata (ed. giapponese), Antonio Paiola (ed. italiana)
È il nostromo della ciurma di Uncino, sempre pronto a lodare il capitano ma attento che non esageri nella lotta con Peter Pan e che non faccia veramente del male ai ragazzi.
Ciurma dei piratiBill (ビル?, Biru), Massone (アルフ・メンソン?, Arufu Menson, Alf Manson), Colonna (ロバート?, Robāto, Robert), Cecco (チェッコ?, Chekko) Gentiluomo (スターキー?, Sutākī, Starky)
Bill è un pirata grasso e goffo, doppiato da Daisuke Gōri (ed. giapponese), Stefano Albertini (ed. italiana); Massone è un omaccione con la faccia da teschio e benda sull'occhio, doppiato da Tesshō Genda (ed. giapponese), Tony Fuochi (ed. italiana); Colonna è un abile pistolero, doppiato da Issei Futamata (ed. originale), Flavio Arras (ed. italiana); Cecco è un nano lanciatore di coltelli che porta sempre con sé infilati nel cappello, doppiato da Kōichi Yamadera (ed. originale), Mario Scarabelli (ed. italiana); Gentiluomo è un pirata dai modi raffinati, doppiato da Masato Hirano (ed. originale), Diego Sabre (ed. italiana). Nell'opera originale la ciurma è formata da 17 pirati.
Manti Neri (黒マント?, Kuro manto)
Doppiati da: Michitaka Kobayashi (ed. giapponese), Yū Shimaka (ed. giapponese), Ikuo Nishikawa (ed. giapponese)
I tre scagnozzi di Darkness, incaricati da lei di ritrovare Luna e la chiave dello specchio. Come Darkness e Luna, anche loro non sono presenti nell'opera originale.

### Altri membri della famiglia Darling
Elizabeth Darling (エリザベス・ダーリング?, Erizabesu Dāringu)
Doppiata da: Hiroko Suzuki (ed. giapponese)
Nell'opera originale il suo nome è Mary. È l'amorevole madre di Wendy, Gianni e Michele, che compare solamente nel primo episodio. Rispetto al marito è di carattere più dolce e accondiscendente, e svolge il ruolo di paciere nei momenti di tensione. Inoltre, viene lasciato intendere che anche lei in passato potrebbe avere incontrato Peter Pan. È assente la notte in cui i suoi figli partono per l'Isola che non c'è, essendosi recata ad una festa con il marito.
George Darling (ジョージ・ダーリング?, Jōji Dāringu)
Doppiato da: Tesshō Genda (ed. giapponese)
Il padre dei piccoli Darling, che come la moglie appare solo nel primo episodio. È di carattere facilmente irritabile ed è abbastanza severo con i figli, temendo che il loro atteggiamento infantile possa compromettere la loro crescita. È anche piuttosto goffo, infatti non riesce ad allacciarsi la cravatta e spesso si taglia mentre si rade.
Nana (ナナ?)
Doppiata da: Kōichi Yamadera (ed. giapponese)
Un cane femmina molto intelligente, impiegata dai Darling come tata per i loro figli, che ella accudisce premurosamente. Tenta senza successo di fermare la fuga dei ragazzi sull'Isola che non c'è.
Jane Moira Angela Darling (ジェーン・モイラー・アンジェラ・ダーリング?, Jēn Moirā Anjera Dāringu)
Doppiata da: Naoko Matsui (ed. giapponese)
È la figlia di Wendy, e appare solo nel finale della serie. Somiglia molto alla madre, tanto che Peter Pan e Campanellino pensano che si tratti di Wendy ringiovanita quando la trovano addormentata nella stessa camera che un tempo era sua. Anche lei partirà con Peter Pan per visitare l'Isola che non cè.

## Distribuzione

### Edizione italiana
L'edizione italiana della serie è stata trasmessa per la prima volta su Italia 1 dall'8 gennaio all'11 aprile 1991, e in seguito è stata replicata su altre reti Mediaset. In Italia l'anime è stato distribuito dalla Saban Entertainment, distributore internazionale della serie. Nei titoli di coda sono stati erroneamente accreditati Shuki Levy e Haim Saban come autori della musiche, sebbene l'edizione italiana utilizzi la colonna sonora originale di Toshiyuki Watanabe. A partire dal 2022 la serie viene trasmessa su Italia 1 in edizione rimasterizzata in alta definizione, curata da Yamato Video. Questa edizione senza censure è stata successivamente resa disponibile in streaming sul canale Anime Generation di Prime Video con il solo audio italiano e senza sottotitoli. Nell'edizione per lo streaming vengono utilizzate le sigle originali e sono state doppiate tutte le scene inedite presenti negli episodi censurati. Il doppiaggio italiano è stato effettuato presso lo studio Deneb Film sotto la direzione di Donatella Fanfani e i dialoghi italiani sono di Cristina Robustelli.

#### Censure e tagli
Generalmente gli anime appartenenti al progetto World Masterpiece Theater, per la loro natura di trasposizioni televisive di classici per ragazzi, non hanno quasi mai sofferto di pesanti censure da parte degli adattatori italiani. Peter Pan fa parte di quel ristretto numero di Meisaku che invece hanno subito tagli importanti e significativi in alcuni episodi:
Ep. 1 - Chi è Peter Pan?
Nell'edizione italiana, è stata tagliato parte dell'incubo di Wendy, nel quale viene data in pasto da Capitan Uncino ad una creatura mostruosa.
Ep. 12 - Una gara di coraggio
I ragazzi fanno una gara di coraggio: Peter Pan racconta una sua avventura e vincerà colui che riuscirà a non urlare di terrore. Dall'episodio sono state eliminate tutte le sequenze nelle quali Peter Pan è inseguito dagli scheletri, in particolare quando viene "mangiato" da un enorme scheletro mostro.
Ep. 41 - A presto Peter Pan
Luna da grande amica è diventata una strega malvagia e lei e Wendy, nel tentativo di sfuggire a Capitan Uncino, penetrano attraverso lo "Specchio Nero". Al di là dello specchio, Wendy incontra una bambina, nella quale riconosce Luna da piccola. Dall'episodio è stata eliminata la sequenza nella quale la strega Luna dice a Wendy che non riuscirà mai a sconfiggerla e per provarlo le dà un coltello con il quale la invita ad uccidere la bambina, unico modo per uccidere anche lei. Al rifiuto di Wendy Luna la colpisce con il coltello, suscitando la reazione della bambina, che rappresenta la parte buona di Luna, e che prende il sopravvento uccidendo la strega, cioè la parte malvagia che era dentro di lei. Nell'edizione italiana non si spiega quindi come mai quando Luna riemerge dallo "Specchio Nero" si sia trasformata in una principessa luminosa da strega quale era, snaturando quindi in parte il finale.

### Edizioni home video
Subito dopo la trasmissione, Bandai pubblicò la serie in Giappone in dieci VHS, oltre che in una VHS riassuntiva di mezz'ora per la collana Mama ga eranda video series; quest'ultima era narrata da Yūko Mita, doppiatrice di Orsetto. Nel 1997 le VHS furono ristampate con il marchio Bandai Visual, che dal 25 marzo al 25 giugno 2000 pubblicò la serie anche in DVD-Video.
Nel 1991 una selezione di 18 episodi fu pubblicata in sei VHS in Italia dalla Pentavideo nella collana Bim Bum Bam Video, con le stesse censure della versione televisiva.

## Episodi
| Nº | Titolo italiano Giapponese 「Kanji」 - Rōmaji | In onda           | In onda          |
| Nº | Titolo italiano Giapponese 「Kanji」 - Rōmaji | Giapponese        | Italiano         |
| 1  | Chi è Peter Pan? 「早く来て! みんなの憧れピーターパン」 - Hayaku kite! Min'na no akogare Peter Pan | 15 gennaio 1989   | 8 gennaio 1991   |
| 1  | Nella Londra di inizio novecento, una ragazzina di nome Wendy e il fratello Gianni fanno il medesimo sogno, di trovarsi cioè prigionieri di Capitan Uncino, ma portati subito dopo in salvo da Peter Pan. Quella mattina al piccolo Michael capita d'affermare di non voler diventare grande, mentre Gianni desidera realizzare il suo sogno d'esser un pirata. Recatisi in una vecchia e polverosa libreria in cerca di notizie i ragazzi vengono a sapere che prima di loro, altri bambini hanno chiesto di avere dei libri su Peter Pan; si convincono così ch'egli esiste veramente, anche se la madre non ha voluto confessare loro il fatto espressamente. Quella sera si preparano trepidanti a sognare nuovamente Peter, ma l'unica ad accorgersi di lui finisce con l'esser Nana, la cagna che fa loro da baby sitter: questa difatti, vedendo Peter giocare sul cavallo a dondolo, gli azzanna l'ombra fino a staccagliela. La sera seguente i genitori sono invitati ad un ricevimento e a Nana capita d'esser legata fuori di casa: lasciata appositamente la finestra socchiusa, Peter ha quindi la via d'accesso libera e può tornare a riprendersi l'ombra. |                   |                  |
| 2  | Verso l'Isola che non c'è 「ネバーランドへGo! Go! Go!」 - Neverland e Go! Go! Go! | 15 gennaio 1989   | 10 gennaio 1991  |
| 2  | Puntualmente Peter si presenta ma, mentre Campanellino fallisce nel tentativo d'appiccicar l'ombra all'amico col sapone, ecco riuscirvi invece Wendy la quale gliela cuce ai piedi con ago e filo: subito dopo, vedendo la ragazza e Peter scambiarsi un bacio sulla guancia, la fatina è immediatamente rosa dalla gelosia. Il bambino volante, sorpreso nel constatare che invece gli esseri umani non ne son capaci, s'offre d'insegnar loro come fare: basta pensare a cose meravigliose. Peter può finalmente condurre tutti e tre verso il luogo dove abita ("seconda stella a destra, poi diritti fino al mattino"); dopo un po' di titubanza iniziale nel lasciare i genitori, i ragazzi ora sono felici di poter vedere l'Isola che non c'è: il paese dei bambini ove non esistono adulti e tutto è gioco, fantasia ed emozionanti avventure. |                   |                  |
| 3  | Il paese delle avventure 「海賊が出た! 夢と冒険の国ネバーランド」 - Kaizoku ga deta! Yume to bōken no kuni Neverland | 22 gennaio 1989   | 12 gennaio 1991  |
| 3  | Dopo aver attraversato una cascata ed esser saliti incontro all'arcobaleno, i fratelli vengono temporaneamente separati a causa delle cannonate d'una nave pirata; Campanellino può così istigare Trombetta – gli racconta che è una creatura mandata dal Diavolo – a lanciare una freccia contro Wendy, dopo di che la ragazza cade colpita al cuore come fosse morta. Fortunatamente è stata salvata dalla collana di ghiande che, proprio prima di partire, le aveva regalato Peter. Arrabbiatissimo per la cattiva azione commessa dalla fatina, Peter non esita a cacciarla via; poi porta i nuovi amici nella sua casa sull'albero: qui Wendy, adibita a far da madre ai bambini smarriti – che hanno sempre vissuto lì e quindi non hanno mai conosciuto i propri genitori –, prepara loro un pranzetto succulento. Peter, felice, assicura ai tre fratelli che se staranno con lui per sempre non si annoieranno mai. Quella sera vengono attaccati dai pirati ma, avvisato da Campanellino, Peter senza incorrere in troppe difficoltà li mette in fuga. |                   |                  |
| 4  | Un coccodrillo ad orologeria 「登場! 時計ワニはフック船長の友だち?」 - Tōjō! Tokei wani wa Hook senchō no tomodachi? | 29 gennaio 1989   | 15 gennaio 1991  |
| 4  | Michele per la prima volta non bagna il letto ed è felicissimo. Peter promette di portare ai nuovi arrivati dei veri pirati con la nave; i Bambini Smarriti intanto accompagnano i fratelli al lago delle sirene ma queste, aizzate da Campanellino – afferma che la ragazza vuol portar via loro Peter – trascinano giù verso il fondo Wendy e Michele: Trombetta deve tuffarsi per liberarli. Gli altri tre invece vengono in un altro luogo fatti prigionieri dalla ciurma di Uncino; Peter accorre e s'appresta ad ingaggiare un duello col capitano, ma ecco che sentono avvicinarsi uno strano ticchettio che mette in fuga il pirata: si tratta del coccodrillo che s'è mangiato tempo addietro la mano di Uncino e che ha ingoiato una sveglia carica. Pennino, Orsetto e Gianni possono così essere portati in salvo. |                   |                  |
| 5  | La macchina da cucire 「フック船長はミシンの音が大嫌い!」 - Hook senchō wa mishin no oto ga daikirai! | 5 febbraio 1989   | 17 gennaio 1991  |
| 5  | Wendy deve rammendare il copriletto e per poter terminare più celermente avrebbe bisogno di una macchina da cucire; i bambini smarriti, dopo essersene fatta disegnare una da Gianni, provano a costruirla di legno, ma così non va bene. Campanellino continua nel frattempo ad esser molto invidiosa della ragazzina, per l'attenzione che questa riesce ad attirare su di sé da parte di tutti; la fatina racconta ai bimbi che il nostromo Spugna possiede una macchina da cucire e questi immediatamente decidono di recarsi alla nave. Il pirata sta cucendo gli abiti del capitano a riva e li accoglie con benevolenza; il brano che in quel momento Spugna sta cantando fa però rammentare a Uncino la propria madre morta e ciò lo rende furioso: mentre sta sbarcando col resto della ciurma il nostromo aiuta i bambini a nascondersi e il sopraggiungere di Peter li mette poi definitivamente in salvo. Infine Pennino e Orsetto riescono a costruire una macchina da cucire in miniatura e Wendy, sentendo il rumore che questa fa, riesce a cucire più in fretta aiutandola così effettivamente nel suo lavoro. |                   |                  |
| 6  | Giglio Tigrato 「ジョンの初恋? おてんば娘現れる」 - John no hatsukoi? Otenba musume arawareru | 12 febbraio 1989  | 19 gennaio 1991  |
| 6  | Gianni si rifiuta di far le pulizie domestiche se non contribuisce un po' anche Peter, invece di continuare a passare interamente le proprie giornate a rincorrere nuove avventure; il ragazzino vorrebbe tanto essere come lui, così tutti lo rispetteranno: Campanellino a questo punto lo convince a recarsi da Uncino per offrirsi di diventare un pirata. Lungo la strada fa la conoscenza con Giglio Tigrato, una ragazzina pellerossa la quale s'offre subito d'accompagnarlo alla nave. Dopo essere saliti a bordo con la scialuppa dell'equipaggio lasciata incustodita a riva, Gianni viene messo a spazzare il ponte, mentre la ragazza cerca di attentare alla vita di Uncino: ella ha difatti un conto in sospeso col capitano ed è venuta per fargliela pagare cara. Fatti però prigionieri i due stanno per fare una brutta fine quando Peter, imitando la voce di Uncino, rispedisce i pirati a liberarli dalla grande vasca delle sabbie mobili posta a mezz'aria sulla valle, dov'erano stati rinchiusi. Al termine dell'avventura Gianni, mentre sta rassettando la propria stanza, si rende conto d'essersi preso una gran bella cotta per Giglio Tigrato. |                   |                  |
| 7  | L'uccello che non c'è 「ウェンディ頑張る! 卵は誰にも渡さない」 - Wendy ganbaru! Tamago wa dare ni mo watasanai | 19 febbraio 1989  | 22 gennaio 1991  |
| 7  | Peter sveglia Wendy nel bel mezzo della notte per portarla in un luogo segreto là dove nasce l'arcobaleno e, giunti sul nido nell'albero sospeso nel cielo raccolgono l'uovo dell'uccello che non c'è; Peter glielo vorrebbe regalare ma Wendy pensa invece sia meglio lasciarlo alle cure della madre: offeso il bambino volante se ne va. Nel frattempo anche Uncino lo sta cercando per mangiarselo e poter così vivere ancora un altro secolo. Compare anche Giglio Tigrato la quale inizialmente vorrebbe per sé l'uovo e comincia a bisticciare con Wendy; al sopraggiungere dei pirati l'aiuta però mettersi al sicuro. Le due ragazze vengono inseguite all'interno di una lunga galleria ma, mentre stanno per esser catturate, appare provvidenzialmente Peter in compagnia del coccodrillo e Uncino è così costretto a darsela a gambe levate. Wendy, che ha messo al sicuro l'uovo vicino al suo cuore per tenerlo al caldo, riesce infine – tra la sorpresa di tutti – a vederlo schiudersi: il pulcino, guardando Peter, lo scambia per sua madre. |                   |                  |
| 8  | Wendy vuole un orologio 「作戦開始! 時計ワニを笑わせろ!」 - Sakusen kaishi! Tokei wani wo warawasero! | 26 febbraio 1989  | 24 gennaio 1991  |
| 8  | Pennino e Orsetto, recatisi a pesca, sono in ritardo per la cena e Wendy è molto arrabbiata. Per far sì che tutti siano un po' più puntali occorrerebbe aver con sé un orologio; ma l'unico esistente sull'Isola che non c'è è la sveglia che si trova nello stomaco del coccodrillo. Peter allora ruba i vestiti a Uncino per attirare il coccodrillo ed impossessarsi della sveglia: gli abiti del capitano, impregnati del gas esilarante della valle gialla, faranno ridere talmente forte l'animale da fargliela sputare fuori. Fatto un fantoccio con le sembianze di Uncino rimangono in attesa ma, proprio un attimo prima che il coccodrillo abbocchi, sopraggiunge Giglio Tigrato a mandare all'aria il piano. La ragazza li conduce allora nel luogo ove l'animale si lascia pulire i denti da un uccellino e ritentano l'impresa; intanto il capitano è venuto a conoscenza del motivo per cui Peter gli ha rubato i vestiti e, terrorizzato dal fatto che senza il ticchettio della sveglia non sarebbe più in grado di sapere quando il coccodrillo si sta avvicinando troppo a lui, dona ai ragazzi il proprio orologio. Alla fine però a Wendy sembra di faticare il doppio e Peter le spiega che lì sull'isola ognuno utilizza la sveglia che possiede all'interno del proprio cuore: l'orologio, un regalo fatto al capitano dalla sua mamma, può esser così restituito al legittimo proprietario. |                   |                  |
| 9  | Buon compleanno 「ネバーランドの法律? 毎日が誕生日だ!」 - Neverland no hōritsu? Mainichi ga tanjōbi da! | 5 marzo 1989      | 26 gennaio 1991  |
| 9  | Dopo aver festeggiato il compleanno di Michele, Peter Pan dichiara ogni giorno il compleanno di tutti e affida a Wendy il compito di preparare cinque torte per l'occasione. Wendy obbedisce solo perché pensa che questo renderà felice Peter, il quale tuttavia dimentica presto la sua decisione e liquida i suoi sforzi come una sciocchezza senza importanza rispetto alla nuova eccitante avventura che ha appena avuto. Wendy si arrabbia molto e si chiude in soffitta. Gianni consiglia a Peter di scusarsi, ma il ragazzo non ne è capace. Quando Peter e Wendy parlano, la situazione non fa che peggiorare e Wendy annuncia di voler lasciare l'Isola che non c'è e corre nel bosco. Peter viene cacciato di casa dai Bimbi Sperduti, e viene lasciato alle prese con il conflitto tra il suo orgoglio e l'amicizia con Wendy. Tuttavia, dopo aver vissuto un'avventura in un fiume e aver affrontato dei piragna, Peter si scusa con Wendy. |                   |                  |
| 10 | L'appuntamento di Gianni 「怪しげな行動! ジョンを尾行しろ」 - Ayashige na kōdō! John wo bikō shiro | 12 marzo 1989     | 29 gennaio 1991  |
| 10 | Gianni vuole intraprendere una relazione con Giglio Tigrato ed è interessato a incontrare suo padre. Solo dopo essersi auto-invitato al suo villaggio scopre che il capo è un uomo spaventoso. Gianni è estremamente nervoso il giorno successivo, ma quando finalmente incontra il capo, scopre che il padre di Giglio Tigrato è un uomo amichevole, anche se imponente, e i due fanno amicizia cantando insieme. |                   |                  |
| 11 | Il ritratto della mamma del capitan Uncino 「新兵器! 水陸両用シンデレラの馬車?」 - Shinheiki! Suiriku ryōyō Cinderella no basha? | 19 marzo 1989     | 31 gennaio 1991  |
| 11 | Una sera, mentre Wendy racconta la storia di Cenerentola ai Bambini Smarriti, questi le chiedono che aspetto abbia una donna anziana. Poiché non ci sono persone anziane nell'Isola che non c'è, Peter va a rubare il prezioso ritratto della madre di Uncino. Uncino è furioso quando scopre che manca la foto, e dà la colpa a Cecco, che si è addormentato di guardia come al solito. I pirati simpatizzano tutti con il loro compagno pirata e immaginano che sia stato Peter Pan ad aver rubato il ritratto. Falliscono nei loro tentativi di catturare Peter, ma subito dopo prendono Michele e Wendy come prigionieri. Peter Pan non ha altra scelta che arrendersi. Nel frattempo, Pennino e Orsetto hanno cercato di costruire quella che pensano sia la carrozza della storia di Cenerentola come regalo per Wendy, e questo dispositivo si rivela utile nella terribile situazione. |                   |                  |
| 12 | Una gara di coraggio 「海賊も逃げる? マイケルの恐い話!」 - Kaizoku mo nigeru? Michael no kowai hanashi! | 26 marzo 1989     | 2 febbraio 1991  |
| 12 | Tutti nella casa sull'albero sono annoiati dalla pioggia. Peter Pan suggerisce quindi di fare un gioco in cui si raccontano storie spaventose. Nel frattempo, Massone e Colonna vengono sorpresi dalla pioggia e scoprono accidentalmente sia la casa sull'albero che l'ingresso segreto. Presto si nascondono dietro i mobili, spaventati dalla storia di Peter tanto quanto lo sono Gianni e i Bambini Smarriti. Wendy, sperando di spaventare Peter a morte, decide di chiedere l'aiuto di Michele per creare un'apparizione spettrale. Alla fine sia Peter che Wendy ottengono più di quanto si aspettassero. |                   |                  |
| 13 | La cattura di Peter Pan 「救出作戦開始! ピーターパンを助けろ」 - Kyūshutsu sakusen kaishi! Peter Pan wo tasukero | 16 aprile 1989    | 5 febbraio 1991  |
| 13 | Il desiderio di una vita di Capitan Uncino diventa realtà quando improvvisamente riesce a catturare Peter Pan. Desiderando infliggere una punizione crudele e insolita, Uncino decide di dare in pasto Peter al coccodrillo come ultima vendetta sulla sua nemesi. Tuttavia, il coccodrillo non si fa vedere vicino alla nave pirata per un po' di tempo, dando a Wendy e ai Bambini Smarriti la possibilità di cercare di salvare Peter. Questo piano alla fine fallisce e Uncino decide di infliggere al ragazzo la tradizionale decapitazione, ma il suo piano viene sventato all'ultimo secondo da una donna misteriosa. |                   |                  |
| 14 | Wendy ha l'influenza 「スノルム山の悪魔とマイケルの勇気」 - Snorm-san no Akuma to Michael no yūki | 23 aprile 1989    | 7 febbraio 1991  |
| 14 | Un giorno Wendy viene trovata malata a letto e Peter chiede aiuto a Giglio Tigrato, che gli dà una pianta che dovrebbe essere bollita e bevuta come medicina. Ma quando arriva, lo smemorato Peter non ricorda ciò che la ragazza gli aveva detto, così dice ai suoi amici di annaffiarla per mille giorni. Michele sa che Wendy avrebbe sofferto a lungo prima che la pianta fosse pronta, quindi decide di prendere del ghiaccio per abbassare la sua febbre alta. Parte con Campanellino per la Montagna di Ghiaccio, lontano da casa. Tuttavia Gentiluomo e Massone, a loro volta alla ricerca di ghiaccio per il loro capitano malato, decidono di seguire Michele. Quando il bambino torna con della neve in un barattolo, i bucanieri glielo strappano dalle mani e se ne vanno. Peter riesce però a recuperarlo e torna a casa, dove Giglio Tigrato sta già curando Wendy nel modo giusto. |                   |                  |
| 15 | Cecco, il traditore 「フックを裏切れ! 海賊をやめたチェッコ」 - Hook wo uragire! Kaizoku wo yameta Cecco | 30 aprile 1989    | 9 febbraio 1991  |
| 15 | Infastidito dall'inaffidabilità di Cecco nel rimanere sveglio di guardia, Uncino decide di metterlo nelle sabbie mobili. Dopo che i pirati se ne sono andati, Peter salva Cecco prendendolo a mezz'aria mentre cade sul fondo. Quando Peter torna alla casa sull'albero, il patetico bucaniere arriva arrancando con una bandiera bianca. Si scopre che vuole allearsi con Peter e, sorprendentemente, il ragazzo glielo permette. Tuttavia, Gianni rimane dubbioso. Si tratta infatti di un trucco dei pirati per fare in modo che Cecco scopra i segreti della casa sull'albero. |                   |                  |
| 16 | L'abito bianco 「ウェンディ怒る! ピーターパンて大嫌い」 - Wendy ikaru! Peter Pan-te daikirai | 7 maggio 1989     | 12 febbraio 1991 |
| 17 | L'insonnia di Gianni 「ジョンが眠れない! 眠りの精を捕まえろ」 - John ga nemurenai! Nemuri no sei wo tsukamaero | 14 maggio 1989    | 14 febbraio 1991 |
| 18 | Il coraggio di Trombetta 「勇気を示せトートルズ! 海賊の旗を奪え」 - Yūki wo shimese Tootles! Kaizoku no hata wo ubae | 21 maggio 1989    | 16 febbraio 1991 |
| 19 | Il mistero della nave scomparsa 「フックの決意!消えた海賊船の謎?」 - Hook no ketsui! Kieta kaizokusen no nazo? | 28 maggio 1989    | 19 febbraio 1991 |
| 20 | Un attacco in grande stile 「絶体絶命! ウェンディが霧の谷に消えた」 - Zettai zetsumei! Wendy ga kiri no tani ni kieta | 4 giugno 1989     | 21 febbraio 1991 |
| 21 | Salviamo Wendy! 「ウェンディを救え! 命をかけたティンク」 - Wendy wo sukue! Inochi wo kaketa Tink | 18 giugno 1989    | 23 febbraio 1991 |
| 22 | L'arma segreta di Capitan Uncino 「秘密兵器始動! フック船長最後の切り札」 - Himitsuheiki shidō! Hook senchō saigo no kirifuda | 25 giugno 1989    | 26 febbraio 1991 |
| 23 | La casa di Campanellino 「謎が深まる! ティンクの故郷を探せ」 - Nazo ga fukamaru! Tink no kokyō wo sagase | 9 luglio 1989     | 28 febbraio 1991 |
| 24 | Un incontro misterioso 「恐ろしい黒マントの集団と謎の美少女!」 - Osoroshii kuro manto no shūdan to nazo no bishōjo! | 23 luglio 1989    | 2 marzo 1991     |
| 25 | Bentornata, Campanellino 「お帰りティンク! 妖精の国はふしぎな国」 - Okaeri Tink! Yōsei no kuni wa fushigi na kuni | 30 luglio 1989    | 5 marzo 1991     |
| 26 | Il ritorno di Capitan Uncino 「復活フック船長! 空飛ぶ海賊船建造計画」 - Fukkatsu Hook senchō! Kūhibu kaizokusen kenzō keikaku | 6 agosto 1989     | 7 marzo 1991     |
| 27 | Un cavaliere su un cavallo di legno 「ジョンの憧れ! 木馬に乗った騎士」 - John no akogare! Mokuba ni notta kishi | 13 agosto 1989    | 9 marzo 1991     |
| 28 | Il braccialetto del male 「悪魔になったウェンディ」 - Akuma ni natta Wendy | 20 agosto 1989    | 12 marzo 1991    |
| 29 | Lezioni di volo 「妖精プシケ! 勇気を出して飛びたて」 - Yōsei Psyche! Yūki wo dashite tobitate | 27 agosto 1989    | 14 marzo 1991    |
| 30 | Il mostro del lago 「浮上開始! フックの空飛ぶ海賊船」 - Fujō kaishi! Hook no kūhibu kaizokusen | 3 settembre 1989  | 16 marzo 1991    |
| 31 | I rubini del bosco 「夢がない! 飛べなくなったピーターパン」 - Yume ga nai! Tobe nakunatta Peter Pan | 10 settembre 1989 | 19 marzo 1991    |
| 32 | Il mistero dello specchio bianco 「海賊と一緒に探せ、白い鏡の謎」 - Kaizoku to issho ni sagase, shiroi kagami no nazo | 17 settembre 1989 | 21 marzo 1991    |
| 33 | Il ripensamento di Luna 「ルナの涙! 私はダークネスの魔女?」 - Luna no namida! Watashi wa Darkness no majo? | 1º ottobre 1989   | 23 marzo 1991    |
| 34 | Il treno fantasma 「汽笛が聞こえる? 幽霊機関車を探せ!」 - Kiteki ga kikoeru? Yūrei kikansha wo sagase! | 22 ottobre 1989   | 26 marzo 1991    |
| 35 | Il bosco dei folletti 「強敵! 手を組んだフックとダークネス」 - Kyōteki! Te wo kunda Hook to Darkness | 29 ottobre 1989   | 28 marzo 1991    |
| 36 | Forza e coraggio 「冒険中止? みんなの胸がドキドキ痛い!」 - Bōken chūshi? Min'na no mune ga doki-doki itai! | 5 novembre 1989   | 30 marzo 1991    |
| 37 | Il passaggio segreto 「史上最大の迷路! ダークネス城への道」 - Shijō saidai no meiro! Darkness-jō e no michi | 19 novembre 1989  | 2 aprile 1991    |
| 38 | L'Isola che non c'è è in pericolo 「黒い鏡始動! ネバーランドが大ピンチ」 - Kuroi kagami shidō! Neverland ga dai pinchi | 3 dicembre 1989   | 4 aprile 1991    |
| 39 | Luna, la strega 「フックの野望! ダークネス城を乗っ取れ」 - Hook no yabō! Darkness-jō wo nottore | 10 dicembre 1989  | 6 aprile 1991    |
| 40 | Lo scontro finale 「最後の決戦! ピーターパン対フック船長」 - Saigo no kessen! Peter Pan tai Hook senchō | 17 dicembre 1989  | 9 aprile 1991    |
| 41 | A presto, Peter Pan! 「さよならピーターパン! 夢と冒険の国」 - Sayonara Peter Pan! Yume to bōken no kuni | 24 dicembre 1989  | 11 aprile 1991   |

## Sigle
- Sigla iniziale giapponese: Mōichido Pītā Pan (もう一度ピーターパン? lett. "Peter Pan di nuovo")

Musica di Yoshimasa Inoue, arrangiamento di Akira Nishihira, testo di Yasushi Akimoto, interpretata da Yukiko Iwai (Yūyu)
- Sigla finale giapponese: Yume yo hirake goma! (夢よ開けゴマ!? lett. "Sogna, apriti sesamo!")

Musica di Yoshimasa Inoue, arrangiamento di Akira Nishihira, testo di Yasushi Akimoto, interpretata da Yukiko Iwai (Yūyu)
- Sigla iniziale e finale italiana: Peter Pan

Musica e arrangiamento di Carmelo Carucci, testo di Alessandra Valeri Manera, interpretata da Cristina D'Avena.